# Calle de Apodaca
La calle de Apodaca es una vía pública de la ciudad española de Madrid, situada en el barrio de Justicia, distrito Centro.

## Descripción
La vía nace de la calle de Fuencarral, punto en el que entronca con la del Divino Pastor, y alcanza hasta la de Mejía Lequerica. Honra con el título al marino gaditano Juan José Ruiz de Apodaca y Eliza (1754-1835), i conde de Venadito, que sería capitán general de la Real Armada Española, así como virrey de la Nueva España y del Reino de Navarra y también gobernador y capitán general de Cuba, La Florida y Puerto Rico, entre otros cargos políticos. Aparece descrita en Las calles de Madrid (1889) de Hilario Peñasco de la Puente y Carlos Cambronero con las siguientes palabras:

Apodaca. Comienza en la calle de Fuencarral y termina en la de la Florida. Es de apertura moderna. D. Juan Ruiz de Apodaca nació en Cádiz y fué un distinguido General de nuestra Marina. En 1808 venció en aguas de su ciudad natal á la escuadra francesa, hecho gloriosísimo en los anales de nuestra armada. Murió en 1835.
(Peñasco de la Puente y Cambronero, 1889, p. 66)